# Mesothen zenobia
Mesothen zenobia är en fjärilsart som beskrevs av William Schaus 1927. Mesothen zenobia ingår i släktet Mesothen och familjen björnspinnare. Inga underarter finns listade i Catalogue of Life.